# Diljara Chaibullina
Diljara Chaibullina (* 20. Mai 2005) ist eine kasachische Leichtathletin, die sich auf den Dreisprung spezialisiert hat.

## Sportliche Laufbahn
Erste internationale Erfahrungen sammelte Diljara Chaibullina im Jahr 2022, als sie bei den U18-Asienmeisterschaften in Kuwait mit 5,51 m den siebten Platz im Weitsprung belegte und im Dreisprung mit 11,99 m auf Rang sechs gelangte. 2024 belegte sie bei den U20-Asienmeisterschaften in Dubai mit 12,20 m den fünften Platz im Dreisprung.
2023 wurde Chabullina kasachische Meisterin im Dreisprung.

## Persönliche Bestleistungen
- Weitsprung: 5,70 m (+0,1 m/s), 3. Mai 2023 in Almaty
- Dreisprung: 12,78 m (+0,7 m/s), 22. Juni 2023 in Almaty